# Церковь Святого Иоанна Крестителя (Василишки)
Церковь Святого Иоанна Крестителя (бел. Касцёл Святога Яна Хрысціцеля) — католический храм в агрогородке Василишки Гродненской области Беларуси. Относится к Щучинскому деканату Гродненского диоцеза. Памятник архитектуры в стиле позднего барокко, построен в 1769 году. Храм включён в Государственный список историко-культурных ценностей Республики Беларусь.

## История

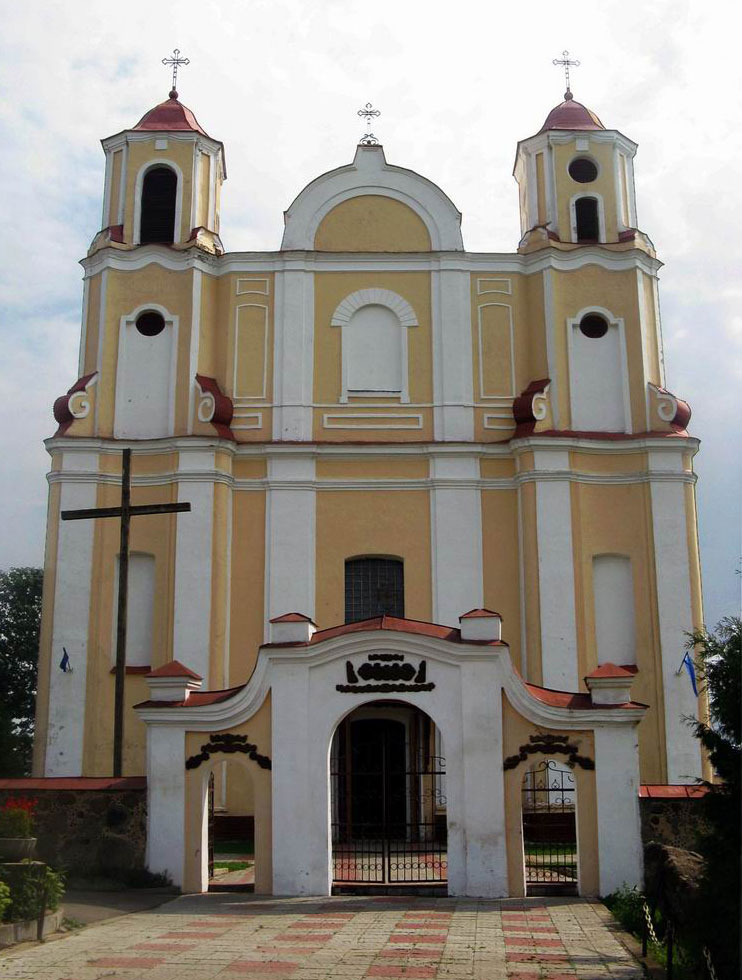
Главный фасад

Католическая община в Василишках появилась в 1652 году, в 1658 году здесь основан монастырь доминиканцев, при котором построен деревянный костёл. Каменный барочный костёл построен в 1769 году, однако освящён только 30 ноября 1790 года.
После подавления Польского восстания 1830 года, как и многие другие католические храмы на территории современной Белоруссии, был передан православным и переосвящён как православная церковь. В 1919 году после перехода региона в состав межвоенной Польши возвращён католикам. В 1922—1928 годах реконструирован. После Великой Отечественной войны закрыт, в 1980 году возвращён верующим.

## Архитектура
Памятник архитектуры позднего барокко. Некоторые авторы обращают внимание на присутствующие в архитектуре церкви черты виленского барокко. Храм — трёхнефный, главный неф завершается полукруглой апсидой с единственной ризницей справа от пресвитерия. Нефы разделены двумя рядами по три колонны в каждой, к четырём наиболее близким к пресвитерию колоннам пристроены небольшие алтари. Главный фасад обрамлён двумя трехъярусными башнями.
Исторически храм имел сводчатые перекрытия нефов, однако в ходе перестроек они были утеряны и заменены плоским деревянным потолком. Главный алтарь храма богато декорирован лепниной, в его центре находится полотно «Крещение Господне». Всего в интерьере церкви 7 алтарей — главный, два боковых и 4 алтаря на колоннах; выполнены в технике стукко под розовый и голубой мрамор и украшены позолоченным лепным декором.
Храм окружён оградой из бутового камня с трёхарочными воротами.

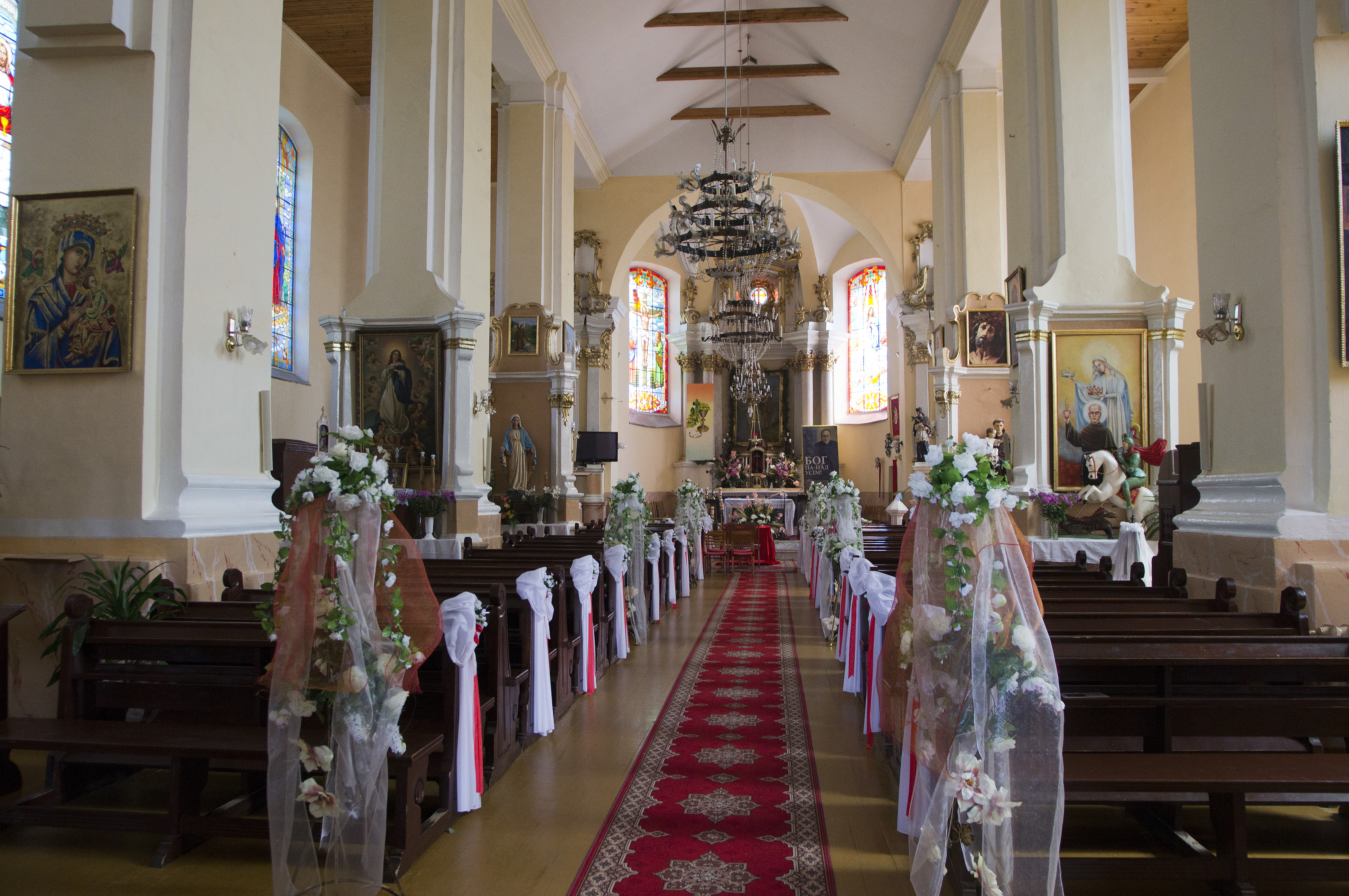
Интерьер